# R.C. Pro-Am
R.C. Pro-Am — компьютерная игра в жанре гонки на выживание, разработанная Rare и изданная Nintendo для приставки Nintendo Entertainment System в 1988 году. В Северной Америке игра вышла в феврале 1988 года, в Европе — 15 апреля. В 1992 году была портирована на Sega Genesis под названием Championship Pro-Am — усовершенствованный ремейк с улучшенной графикой и дополнительными функциями.
Игрок управляет радиоуправляемой машинкой в гонках по различным трассам в изоментрической проекции. В каждой гонке против игрока выступают 3 компьютерных противника; чтобы пройти дальше, необходимо занять финишировать не последним. Для временного устранения сперников на трассе можно собирать разнообразное оружие, а для улучшения машины — двигатели, турбо и шины. Игроку мешают различные препятствия вроде водяных и масляных луж.
Первоначально игра называлась Pro Am Racing. Успех R.C. Pro-Am породил продолжения для NES и Game Boy: Super R.C. Pro-Am в 1991 году и R.C. Pro-Am II в 1992 году.
Игру хорошо приняли за графику, звук и геймплей. Вид сверху в изометрической проекции с автоматическим прокручиванием экрана отличает R.C. Pro-Am от более ранних гоночных игр. В будущем к подобному решению прибегали разработчики таких игр как Super Off Road, Rock n’ Roll Racing и серии игр Mario Kart. R.C. Pro-Am попала во многие списки «лучших игр» и считается одной из лучших в библиотеке NES. Игра была переиздана в сборнике Rare Replay 2015 года для Xbox One.

## Игровой процесс
Игрок управляет радиоуправляемой машинкой, сражаясь с тремя противниками на коротких кольцевых трассах свидом сверху в изометрической проекции. С помощью геймпада игрок может поворачивать машинку влево или вправо, а другие кнопки управления ускоряют ход, открывают огонь из оружия и приостанавливают игру. Трое из четырёх гонщиков проходят квалификацию для каждой следующей гонки. Каждая трасса даёт игроку трофей, а высокий балл позволяет получать более крупные «Трофеи с высоким баллом» (англ. High Score Trophies), ведущие к «Супер Трофею» (англ. Super Trophy).
Всего в игре 12 уникальных конфигураций треков, которые повторяются бесконечно. Оригинальная обложка утверждает, что игра содержит «32 трека гоночного азарта», однако уже 24-й трек неофициально считается последним. Каждый трек после 24-го повторяет первый, но с небольшими изменениями. На трассе 32 все компьютерные противники едут с максимальной скоростью, поэтому их невозможно победить без оружия. У игры нет концовки: рано или поздно у игрока заканчивается оружие и он выбывает из состязания.
На трассе можно собирать различные предметы просто проезжая по ним. Среди них элементы ускорения, повышения максимальной скорости и шины для лучшего сцепления с дорогой. Собираемое игроком оружие позволяет временно выводить из строя другие машинки: ракеты останавливают противников едущих спереди, а бомбы — противников сзади. Коллекционные боеприпасы появляются в виде звезды и переносятся с игроком на следующую трассу. Каркасы безопасности защищают автомобили от повреждений при столкновении, а бонусные буквы дают большие бонусы за очки и улучшенную машину, если собрать всё слово «NINTENDO» («CHAMPION» в версии Rare Replay). Стандартная машинка модернизируется до более быстрого автомобиля, а затем до самого быстрого внедорожника. На пути игроку встречаются масляные пятна, из-за которых игрок теряет управление; водяные лужи и шквалы дождя замедляют движение, всплывающие барьеры разбивают автомобили, а черепа уменьшают количество боеприпасов. Чрезмерное использование метательного оружия заставляет машину разгоняться до 127 миль в час и игрок не может справиться с управлением на такой скорости.
Версия 1992 года для Sega Genesis называется Championship Pro-Am, она имеет ряд отличий в игровом процессе от версии для NES. Здесь игрок соревнуется с пятью другими соперниками вместо трёх, однако для перехода на следующую трассу он всё равно должен занять место в первой тройке. Рекорды трасс сохраняются, а перед началом игры игрокам предлагается ввести имя.

## Разработка и маркетинг
Игра разрабатывалась компанией Rare. В 1987 году компания создала игру Pro-Am Racing, переименованную в R.C. Pro-Am. Издателем игры выступила Nintendo для своей популярной 8-битной консоли NES, выпустив продукт в феврале 1988 года в Северной Америке и 15 апреля в Европе. Музыка к игре была написана композитором Дэвидом Уайзом, также работавшем с Rare над Cobra Triangle и Donkey Kong Country.
Осенью 1987 года R.C. Pro-Am появилась на страницах Nintendo Fun Club News, предшественника Nintendo Power. Более подробный обзор игры в зимнем выпуске 1987 года советовал игру всем владельцам радиоуправляемых машинок. Февральский номер Nintendo Fun Club News вышел с R.C. Pro-Am на обложке, а статья внутри подробно описывала геймплей и выигрышную стратегию. Премьерный выпуск журнала Nintendo Power в июле 1988 года ставит R.C. Pro-Am на 6-е место в списке 30 лучших игр для NES и называет игру «Выбором дилера» (англ. Dealer's Pick). В сентябре 1988 года игра опустилась на 8-ю строчку рейтинга, а в ноябре — на 12-ю.
В 1992 году компания Tradewest издала игру для 16-битной консоли Sega Genesis под названием Championship Pro-Am.

## Критика и наследие
| Иноязычные издания | Иноязычные издания |
| Издание            | Оценка             |
| ------------------ | ------------------ |
| AllGame            | [ 13 ]             |
| CVG                | 60 %               |
| Power Play         | 85 %               |
| The Games Machine  | 85 %               |
| Video Games (DE)   | 83 %               |

По всему миру было продано 2,3 миллиона экземпляров игры R.C. Pro-Am. Безоговорочный успех сделал Rare крупным разработчик для NES.
Билл Канкел из Computer Gaming World назвал игру «убедительным инновационным подходом к автогонкам в играх». В своём обзоре он отметил, что она отличается от более ранних гоночных игр, таких как Enduro Racer от Sega, Mach Rider от Nintendo или Pole Position от Atari, переходом от привычного вида от «псевдо первого лица» к виду в изометрической проекции. Журналист похвалил простоту управления в игре, сравнив её с настоящей радиоуправляемой автомоделью. Канкеллу не хватило кооперативного режима для двух игроков. Критик похвалил графику и звук R.C. Pro-Am, написав, что они «помогают сделать эту игру лучшей в своём роде, когда-либо выпущенной в любом электронном игровом формате».
Bloomberg Businessweek включил R.C. Pro-Am, наряду с Cobra Triangle, в список самых известных игр Rare для NES.
По мнению Криса Купера из Allgame, R.C. Pro-Am это одна из лучших игр для NES благодаря своей реалистичности. Он высоко оценил его сложность и звук. Retro Gamer рассматривал игру как предшественницу Micro Machines от Codemasters и сравнил игровой процесс и разнообразие предметов с более поздней серией Mario Kart. Журнал назва игру одним из лучших ранних продуктов Rare, написав: «Гонки на радиоуправляемых автомобилях в видеоигре здесь были доведены практически до совершенства». В книге Vintage Games 2009 года R.C. Pro-Am сравнивается со Spy Hunter, отмечая акцент последней на сборе бонусов и оружия, а не только на гонках; тенденция сочетания гонок с автомобильными битвами вновь появится в будущих играх, таких как Super Mario Kart и Rock n’ Roll Racing. В 2010 году, в рамках празднования 25-летия компании Rare, Retro Gamer написал, что R.C. Pro-Am была первой успешной игрой Rare для NES и одной из первых игр, в которой сочетались гонки и автомобильные битвы. Читатели же поставили игру только на 22-е место в списке 25 лучших игр Rare.
R.C. Pro-Am неоднократно попадала в различные списки «лучших игр». Опрос GamePro 1990 года поставил игру на 10-е место среди лучших спортивных видеоигр. В 1997 году Electronic Gaming Monthly поместил её на 52-е место в списке лучших консольных видеоигр всех времён. В августе 2001 года журнал Game Informer поставил игру на 84-е место в своем списке «100 лучших игр всех времён». Журнал Paste назвал R.C. Pro-Am 8-й величайшей игрой NES за всю историю, отметив что это «намного веселее, чем настоящие автомобили с дистанционным управлением, которые, кажется, никогда не были оснащены ракетами». IGN поместил игру на 13-е место среди «Лучших игр для NES всех времён», сославшись на ее популярность у игроков и хорошие продажи. Исполнительный редактор Крейг Харрис сказал, что это была одна из первых игр, в которой была представлена концепция автомобильного боя, вдохновившая такие игры как Super R.C. Pro-Am, R.C. Pro-Am II и серию Mario Kart. 1UP.com назвал её 14-й лучшей игрой для NES, сославшись на хорошую графику и элементы геймплея, хотя и отметив высокую сложность. Как и в случае с другими ретроспективами, сотрудники веб-сайта назвали игру источником вдохновения для будущих серий вроде Super Off Road и Rock n’ Roll Racing. В ретроспективе, посвященной 25-летию Rare, GamePro назвала R.C. Pro-Am одной из лучших игр Rare, посчитав релиз игры «одним из лучших моментов Rare».
Rare начала работу над следующей игрой под названием Pro-Am 64 для Nintendo 64. В процессе разработки будущая игра изменилась и стала Diddy Kong Racing. Версия R.C. Pro-Am для NES стала одной из 30 игр в сборнике Rare Replay для Xbox One.